# Potok (Popovača)
Pour les articles homonymes, voir Potok.
Potok est un village de la municipalité de Popovača (comitat de Sisak-Moslavina) en Croatie. Au recensement de 2011, le village comptait 756 habitants.